# Вайтголл (Гемпшир)
Вайтголл (англ. Whitehall) — містечко в Англії, графство Гемпшир, округ Іст-Гемпшир. Розташоване за 37 км на схід від  Вінчестера і 69 км на південний захід від Лондона.
| Прапор Великої Британії | Це незавершена стаття про Велику Британію. Ви можете допомогти проєкту, виправивши або дописавши її. |